# Eva Madsen
Eva Madsen, född 4 mars 1884, död 16 mars 1972, var en dansk politiker.
Madsen var från 1926 ordförande för Dansk Kvindesamfunds lokalavdelning på Møn och blev 1929 uppmanad att ställa upp i kommunvalet i Stege. Hon lyckades och blev invald i kommunfullmäktige (byråd) för Radikale Venstre. Hon blev även ordförande i skolutskottet. Hon behöll den senare posten fram till 1950, med undantag för 1937-1943 då Socialdemokratiet var största parti. Då den tidigare borgmästaren i Stege,  Chr. F. Carøe, dog i en trafikolycka 1950 blev hon samma år borgmästare. Hennes tid på posten var kort, då hon senare under året gick i pension. Madsen var Danmarks första kvinnliga borgmästare. Det dröjde tills efter kommunreformen 1970 innan någon annan kvinna blev borgmästare.